# Karnöffel

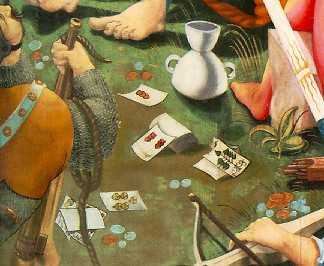
Detail aus dem Herrenberger Altar

Karnöffel, auch Kaiserspiel, ist ein deutsches Kartenspiel des 15. und 16. Jahrhunderts, das bis in die Gegenwart überlebt hat. Es ist vielleicht das älteste deutsche oder Schweizer Kartenspiel mit Trumpf-ähnliche Karten. Es gilt als ältestes Kartenspiel, dessen historische Spielregeln mit einigermaßen großer Sicherheit rekonstruiert werden können.

## Etymologie
Der Ursprung des Wortes ist nicht gesichert. Das Wort Karnöffel wird etwas später in verschiedenen Zusammenhängen gebraucht, z. B. kann es auch einen Hodenbruch bezeichnen oder einen groben Menschen mit Neigung zur Gewalttätigkeit.

## Ursprung
Die Hauptkarte des erstmals in der Nördlinger Spielordnung 1426 bezeugten Spiels war der Karnöffel, der nach unterschiedlicher Interpretation den Kardinal darstellte (oder den Landsknecht). Etwa zeitgleich, 1423, tritt in Italien der Begriff „Imperatori-Karten“ auf (ca. 20 Jahre später auch in Deutschland) und das Spiel Karnöffel wird in späteren Dokumenten in Deutschland auch als Keyserspiel bezeichnet (das lateinische Imperator meint Kaiser) – aus diesem nicht ganz zufällig wirkenden Zusammenhang kann vermutet werden, dass die beiden Spiele verwandt waren.
Im Karnöffel-Spiel erscheinen neben der höchsten Karte des Karnöffels andere allegorische Figuren, die auf bestimmte Karten projiziert wurden, Kaiser, Papst und Teufel, Figuren, die sich in den etwas später entstehenden Vorläufern des Tarock (frühester Beleg 1441/1442) als reale Kartenbilder wiederfinden. Da die italienischen Imperatori-Karten mehrfach in Zusammenhang mit dem Hof der Este in Ferrara dokumentarisch belegt sind und just dieser als Ausgangspunkt der Tarock-Karten gemutmaßt werden kann (gut 2/3 aller frühen Dokumente zu Tarock stammen aus Ferrara), entsteht in der Spielkartenforschung ein unklares Gemisch von schwer zu interpretierenden Informationen, die einen Zusammenhang der drei Entwicklungen Karnöffel-Imperatori-Tarock wahrscheinlich machen, aber keine sicheren Aussagen erlauben.
Wie man das Spiel genau gespielt hat, ist nicht bekannt, rudimentäre Informationen der späteren Zeit reizen aber immer wieder zu Rekonstruktionsversuchen. Insgesamt muss man annehmen, dass das Karnöffel als Spiel – wie andere Kartenspiele auch – verschiedene Entwicklungen durchlaufen hat und keineswegs zu allen Zeiten auf die gleiche Art gespielt wurde.
Der Verweis auf das Spiel diente oft als politische Metapher in satirischer Absicht. So polemisierte Cyriacus Spangenberg in seiner in Eisleben 1562 gedruckten Schrift Wider die böse Sieben, ins Teufels Karnöffelspiel gegen die Gegenreformation (VD16 S-7727).
Einer Hypothese von Wilhelm Fraenger zufolge ist das Karnöffelspiel auf einer Tafel des Herrenberger Altars von Jerg Ratgeb dargestellt, nämlich im Vordergrund der Auferstehung, wo die als Landsknechte gekleideten Wächter ein Kartenspiel spielen. Rudolf von Leyden griff die Hypothese auf.

## Varianten des Karnöffelns bis ins 21. Jahrhundert
Im Laufe der Jahrhunderte verbreitete und veränderte sich das Karnöffelspiel. Eine bis heute lebendige Traditionslinie ist das Kaiserspiel in der Schweiz, vor allem in Nidwalden und Uri. Seine Regeln wurden 1841 von einem anonymen Verfasser (mutmaßlich Hermann von Liebenau) aufgeschrieben.
Das Spiel wird auch von der Willisauer Karnöffelzunft, einer 1891 gegründeten Fastnachtsgesellschaft, gepflegt.
In Nordfriesland wird geknüffelt und gebruust.
Ein weiteres verwandtes Spiel ist Stýrivolt auf den Färöern.